# Xu hướng hành động
Xu hướng hành động (Action tendency) là một thuật ngữ tâm lý trong khoa học hành vi, dùng để chỉ sự thôi thúc của một cá nhân thực hiện một hành vi cụ thể, đặc biệt là một thành phần của cảm xúc. Nó thể hiện sự thúc đẩy ban đầu của một người đối với hành vi hướng đến mục tiêu để đáp ứng với các kích thích từ môi trường, trực tiếp giải quyết những cảm xúc đã trải qua. Đây còn là trong lý thuyết về cảm xúc dùng để chỉ xu hướng hành động hoặc sự thôi thúc bên trong để thực hiện một hành vi cụ thể khi trải nghiệm một cảm xúc nhất định, chẵng hạn khi cảm nhận một cảm xúc (sợ hãi, tức giận, vui vẻ), cơ thể và tâm trí con người sẽ tự động chuẩn bị cho một hành động tương ứng. Đây là xu hướng hoặc sự chuẩn bị cho hành động, chứ không phải là hành động thực tế vì con người có khả năng điều chỉnh hoặc kiềm chế những xu hướng này dựa trên nhận thức, kinh nghiệm và bối cảnh xã hội. Điều quan trọng là, xu hướng hành động không đảm bảo một hành vi sẽ xảy ra. Thay vào đó, chúng đóng vai trò là những yếu tố dự báo hiệu quả về cách cảm xúc dẫn dắt hành động, thể hiện các mô hình sẵn sàng tham gia hoặc tránh né các tình huống tùy thuộc vào bối cảnh cảm xúc. 

## Đại cương
Trong khoa học hành vi, cảm xúc của một cá nhân hướng dẫn phản ứng của họ đối với các hoàn cảnh hoặc mối quan hệ hiện tại, do đó, xu hướng hành động, như một yếu tố cấu thành nên phản ứng cảm xúc tổng thể của cá nhân, là một xung lực tạm thời và tức thời. Có một số cảm xúc riêng biệt - chẳng hạn như vui, buồn, sợ hãi, ghê tởm và giận dữ - hình thành nên các xu hướng hành động bao gồm tiếp cận, không hành động, rút lui và tấn công. Giá trị cảm xúc – cho dù cảm xúc được trải nghiệm là tích cực hay tiêu cực – phát sinh từ mức độ phù hợp giữa mục tiêu của một cá nhân và môi trường của họ. Môi trường hỗ trợ việc đạt được mục tiêu thường khơi gợi những cảm xúc tích cực và thúc đẩy hành vi. Ngược lại, môi trường hạn chế các nguồn lực cần thiết để đạt được mục tiêu sẽ kích hoạt những cảm xúc tiêu cực và hành vi né tránh. Tuy nhiên, xu hướng hành động không cố định. Chúng là những gợi ý tức thời cho một phản ứng trong một tập hợp hoàn cảnh cụ thể, được hình thành bởi tập hợp các sở thích của một cá nhân tại thời điểm hiện tại, được cung cấp ở nơi khác trong cảm xúc. Do đó, xu hướng hành động thay đổi khi một cá nhân chuyển đổi giữa các trạng thái cảm xúc và được điều chỉnh bởi khả năng nhận thức và sinh lý hiện tại của cá nhân đó.